# 豊倉孝治
豊倉 孝治（とよくら たかはる、1951年5月10日 - ）は、千葉県出身の元プロ野球選手（投手）。

## 来歴・人物
千葉県立安房高等学校では、1968年秋季関東大会県予選準決勝に進むが銚子商に敗退。その後も県予選で敗れ甲子園には届かなかったが、高校時代はノーヒット・ノーランを2回達成。1968年には千葉県選抜の一員としてフィリピンに遠征し、最高殊勲選手にも選ばれた本格派投手であった。日本軽金属へ進むが1年目の10月に退職すると1970年ドラフト会議で西鉄ライオンズから3位指名を受け入団。
1年目の1971年にルーキーながらオープン戦に出場し、スライダーやカーブを武器に好投する。4月21日には近鉄を相手に先発し、鈴木啓示と投げ合うが2回3失点で降板。結局、公式戦では3試合しか登板することができず、1976年限りで引退した。
引退後は打撃投手兼スコアラーをつとめ、1980年代の西武黄金時代を支え、名スコアラーと評された。1990年にはダイエーへ移籍してスコアラーを務めた。

## 詳細情報

### 年度別投手成績
| 年 度     | 球 団     | 登 板 | 先 発 | 完 投 | 完 封 | 無 四 球 | 勝 利 | 敗 戦 | セ 丨 ブ | ホ 丨 ル ド | 勝 率 | 打 者 | 投 球 回 | 被 安 打 | 被 本 塁 打 | 与 四 球 | 敬 遠 | 与 死 球 | 奪 三 振 | 暴 投 | ボ 丨 ク | 失 点 | 自 責 点 | 防 御 率 | W H I P |
| --------- | --------- | ----- | ----- | ----- | ----- | -------- | ----- | ----- | -------- | ----------- | ----- | ----- | -------- | -------- | ----------- | -------- | ----- | -------- | -------- | ----- | -------- | ----- | -------- | -------- | ------- |
| 1971      | 西鉄      | 3     | 1     | 0     | 0     | 0        | 0     | 0     | --       | --          | ----  | 26    | 4.2      | 7        | 1           | 4        | 0     | 0        | 3        | 0     | 0        | 8     | 7        | 12.60    | 2.36    |
| 通算：1年 | 通算：1年 | 3     | 1     | 0     | 0     | 0        | 0     | 0     | --       | --          | ----  | 26    | 4.2      | 7        | 1           | 4        | 0     | 0        | 3        | 0     | 0        | 8     | 7        | 12.60    | 2.36    |

### 背番号
- 52（1971年 - 1973年）
- 63（1974年 - 1976年）
- 85（1980年 - 1981年）
- 94（1982年 - 1989年）
- 103（1990年 - 1995年）[5]